# 15e cérémonie des Florida Film Critics Circle Awards
La 15e cérémonie des Florida Film Critics Circle Awards, décernés par le Florida Film Critics Circle, a eu lieu le 20 décembre 2010, et a récompensé les films réalisés dans l'année.

## Palmarès
- Meilleur film :
  - The Social Network
- Meilleur réalisateur :
  - David Fincher pour The Social Network
- Meilleur acteur :
  - Colin Firth pour le rôle du roi George VI dans Le Discours d'un roi (The King's Speech)
- Meilleure actrice : 
  - Natalie Portman pour le rôle de Nina dans Black Swan
- Meilleur acteur dans un second rôle : 
  - Christian Bale pour le rôle de Dickie Eklund dans Fighter (The Fighter)
- Meilleure actrice dans un second rôle : 
  - Melissa Leo pour le rôle d'Alice dans Fighter (The Fighter)
- Meilleur scénario original :
  - Inception – Christopher Nolan
- Meilleur scénario adapté :
  - The Social Network – Aaron Sorkin
- Meilleure direction artistique :
  - Inception – Brad Ricker et Guy Hendrix Dyas
- Meilleure photographie :
  - Inception – Wally Pfister
- Meilleurs effets visuels :
  - Inception
- Meilleur film en langue étrangère :
  - Amore (Io sono l'Amore) •  Italie
- Meilleur film d'animation :
  - Toy Story 3
- Meilleur film documentaire :
  - The Tillman Story
- Pauline Kael Breakout Award : (meilleure révélation)
  - Jennifer Lawrence – Winter's Bone